# Taricha zrnitá
Taricha zrnitá (Taricha granulosa) je severoamerický druh mlokovitého obojživelníka známý pro svůj silný jed.

## Jedovatost
Mnoho mlokovitých obojživelníků používá jed jako zbraň proti predátorům, ale jed zástupců rodu taricha je výjimečně mocný. Jed je poznat obecně až poté, co je jedinec pozřen, objevily se ale i případy několika lidí, kteří po kontaktu s tarichou zrnitou měli podrážděnou pokožku.
Jed, který taricha používá, se jmenuje tetrodotoxin, který se zvratně váže na sodíkové kanály v nervových buňkách, čímž zabraňuje normálnímu průběhu toku sodíkových iontů z a do buňky. To časem způsobí ochrnutí a smrt.
Na většině území, které taricha obývá, si užovky proužkované vyvinuly imunitu vůči tomuto jedu. Principem tetrodotoxinu v těle hadů je, že se váže na tubovité proteiny, které mají funkci sodíkových kanálů v nervových buňkách hadů, avšak u těchto užovek se vyvinula genetická dispozice, kde je protein nastaven tak, aby bylo jeho vazbě s tetrodotoxinem zabráněno. Díky této odolnosti mohou užovky proužkované úspěšně lovit tarichy. Dnes se jedná o jediný druh živočicha, který může pozřít tarichu a přežít.
Evolučně je vlastně vztah mezi tarichou znitou a užovkou proužkovanou případem koevoluce. Genetická mutace užovek, která zajišťuje imunitu vůči toxinu tarichy, vyústila v selektivnost u tarich, které si vybírají protějšky s účinnějším jedem. Tím, že se zvyšuje síla tarišího jedu, si poté užovky vybírají protějšky s větší odolností vůči toxinu. Tento cyklus vzájemného vývoje predátora a jeho oběti se nazývá evoluční zbrojní horečka a jejím výsledkem je, že tarichy produkují jedy daleko silnější, než je potřeba.

## Rozšíření
Přirozené životní prostředí tarichy zrnité se nachází podél západního pobřeží Spojených států amerických a v kanadské provincii Britská Kolumbie, konkrétně mezi Aljaškou a oblasti kolem města Santa Cruz v Kalifornii. Východně od Kaskádového pohoří je tento druh neobvyklý, ale i tam je příležitostně nalezen, většinou jako exotický, dost možná uměle rozšířený druh, a to až ve státě Montana. Ví se o jedné pravděpodobně dovezené kolonii tarich zrnitých obývajících několik rybníků severně od města Moscow ve státě Idaho.

## Parazité
Parazity cizopasoucími se na tarichách zrnitých jsou především motolice Helipegus occidualis, které mohou napadnout jejich trávicí soustavu od jícnu až po žaludek.